# Ораваярви
О́равая́рви (фин. Oravajärvi) — озеро на территории Лоймольского сельского поселения Суоярвского района Республики Карелия.

## Общие сведения
Площадь озера — 1 км². Располагается на высоте 78,0 метров над уровнем моря.
Форма озера лопастная, дугообразная. Берега каменисто-песчаные, возвышенные.
С северо-западной стороны озера втекает река Лоймоланйоки, вытекая из озера Кариярви одновременно двумя протоками в Ораваярви и Кайтоярви, после чего вытекает из юго-восточной оконечности последнего.
С севера в озеро также впадает река Ораваоя.
Населённые пункты возле озера отсутствуют. Ближайший — деревня Кясняселькя — расположен в 13 км к югу от озера.
Название озера переводится с финского языка как «беличье озеро».
Код объекта в государственном водном реестре — 01040300211102000014190.

## Панорама

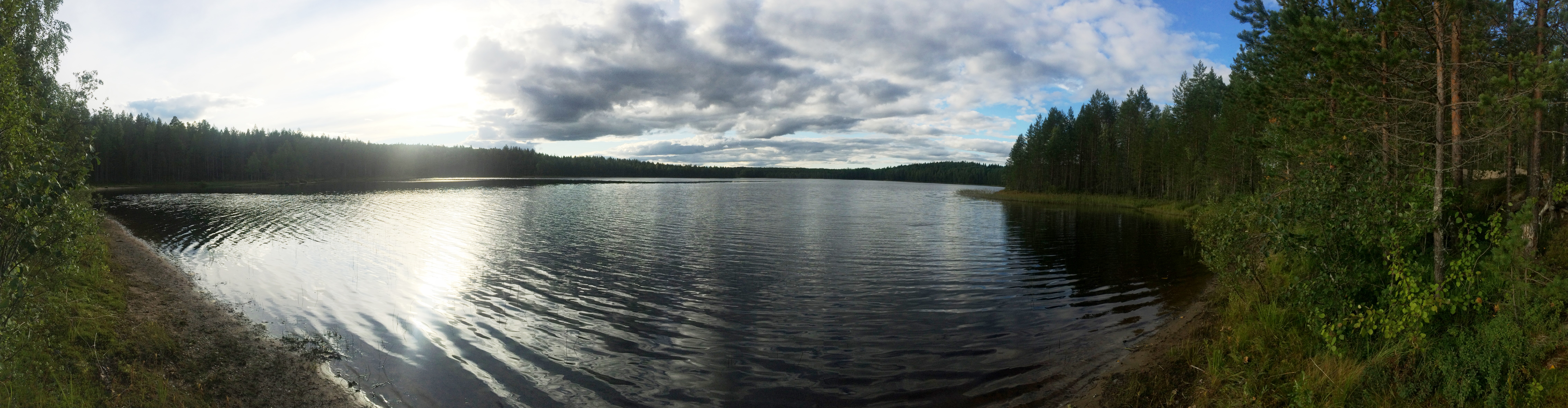
Панорама